# Haralabos Voulgaris
Haralabos „Bob“ Voulgaris (* 7. April 1975 in Winnipeg, Manitoba) ist ein kanadisch-griechischer Pokerspieler und professioneller Sportwetter.

## Werdegang
Voulgaris spielt vorrangig Cash Game und nahm an der vierten Staffel von High Stakes Poker teil. Seine erste Geldplatzierung bei einem Live-Turnier erzielte er im Dezember 2003 im Hotel Bellagio am Las Vegas Strip. Mitte Februar 2005 wurde der Kanadier beim Main Event der World Poker Tour (WPT) in Los Angeles Zweiter und erhielt mehr als 900.000 US-Dollar. Auch Mitte Dezember 2006 im Bellagio sowie Mitte September 2007 in Atlantic City saß er jeweils am Finaltisch des WPT-Main-Events und sicherte sich jeweils ein sechsstelliges Preisgeld. Bei der World Series of Poker im Rio All-Suite Hotel and Casino am Las Vegas Strip belegte Voulgaris im Juni 2017 beim High Roller for One Drop mit einem Buy-in von 111.111 US-Dollar den vierten Platz und erhielt sein bisher höchstes Preisgeld von über 1,1 Millionen US-Dollar. Ende Oktober 2023 erzielte er beim Special Triton Invitational, einem Einladungsturnier der Triton Poker Series in Monte-Carlo mit einem Buy-in von 210.000 US-Dollar, eine Geldplatzierung und erhielt als Neunter über 400.000 US-Dollar.
Insgesamt hat sich Voulgaris mit Poker bei Live-Turnieren knapp 3,5 Millionen US-Dollar erspielt. Zudem wettet er zudem professionell auf Spiele der NBA. In diesem Zusammenhang ist er regelmäßig Gast im Podcast des erfolgreichen amerikanischen Sportkolumnisten Bill Simmons. Von Oktober 2018 bis September 2021 war Voulgaris bei den Dallas Mavericks als Direktor für quantitative Recherche und Entwicklung angestellt. Sein nach der Saison 2020/21 auslaufender Vertrag wurde nicht verlängert.